# Rubén Epitié Dyowe
Rubén Epitié Dyowe Roig (Manresa, España, 19 de mayo de 1983), conocido como Rubén Epitié, es un exfutbolista ecuatoguineano de origen español. Fue internacional con la selección de Guinea Ecuatorial.

## Biografía
Epitié nació el 19 de mayo de 1983 en la ciudad de Manresa, en la comunidad autónoma de Cataluña, España. Su padre es de Guinea Ecuatorial, razón por la cual tiene doble nacionalidad. Es hermano de Juan Epitié, que también fue futbolista.

## Clubes
| Club                 | País     | Año       |
| -------------------- | -------- | --------- |
| Manresa (Juvenil A)  | España   | 2000-2002 |
| Manresa              | España   | 2002-2003 |
| FC Andorra           | Andorra* | 2003      |
| La Oliva             | España   | 2003      |
| San Marcial          | España   | 2004      |
| CD Logroñés          | España   | 2004      |
| Jerez Industrial     | España   | 2004-2005 |
| Algeciras            | España   | 2005      |
| Algeciras B          | España   | 2005      |
| Mar Menor-San Javier | España   | 2006      |
| CF Peralada          | España   | 2006      |
| Poblense             | España   | 2007      |
| Binéfar              | España   | 2007-2008 |
| Vilanova i la Geltrú | España   | 2008-2010 |
| Montcada             | España   | 2010      |
| Igualada             | España   | 2010-2011 |
| Rubí                 | España   | 2011-2012 |
| Europa               | España   | 2012-2013 |
| U. E. Castelldefels  | España   | 2013-2014 |

*: Participa en el fútbol español.